# Devon Michaels
Pour les articles homonymes, voir Michaels.
Devon Michaels, née le 8 mars 1970 à Chicago (Illinois, États-Unis), est une actrice pornographique américaine.

## Biographie
Élevée près de Peoria dans l'Illinois, Devon grandit avec ses deux frères. Elle perd sa virginité à 16 ans avec son petit ami de l'époque. Elle suit des études à la Bradley University de Peoria, avant de déménager à New York où elle devient stripteaseuse. Elle acquit une notoriété certaine et voyage à l'intérieur des États-Unis.
Elle se construit une carrière en tant que mannequin de nu et de fitness avant de prendre la décision de rentrer dans le X. Sa première couverture de magazine pour adulte fut pour Chéri en 1990. Elle est apparue dans de nombreuses revues, notamment dans des revues de fitness telle que Ironman.
Son premier film pornographique fut Amateur Dreams, sorti en 1995. Elle reçut alors des demandes pour tourner dans d'autres films, qu'elle déclina. En 2002, elle décida d'apparaître dans un second film X, Making It, qui est distribué par Wicked Pictures. Depuis, elle joue dans plus de 75 films pour Wicked Pictures, Jill Kelly Productions, Vivid, Sin City ou encore Digital Playground.
Elle est souvent classée dans la catégorie des « MILF » (« Mother I'd Like to Fuck », ou en français « mère que j'aimerais bien baiser »). Elle fait partie des rares actrices qui n'ont jamais fait de scènes anales.

## Actuellement
Devon codétient le club de striptease Elliott's situé à Peoria. Elle ne tourne plus de vidéos pornographiques mais continue de donner des shows dans des boîtes de nuits de Chicago et d'ailleurs.
Le 13 et 14 mars 2008, elle a présenté sur Vavoom TV les premières éditions de son show télévisé, intitulé Get Pumped With Devon Michaels.
En mai 2008, elle a tourné une nouvelle scène de Big Tits At Work, alors que l'on pensait sa carrière dans le porno terminée.
Elle entretient actuellement une relation avec le body builder Zeb Atlas.
Pour ses fans, elle offre régulièrement des shows sur le site spécialisé I'm Live, accompagnée d'hommes ou non.
Devon fut mariée deux fois.
Elle travaille régulièrement avec la photographe Jennifer Chamberlin pour des sessions photos la mettant en scène en maillot de bain dans des endroits naturels.

## Filmographie sélective
- My First Love (Jill Kelly Productions, 2005)
- Telling Tales (Vivid, 2005)
- Jack's Playground 9 (Digital Playground, 2004)
- Busty Beauties 6 (Hustler, 2003)
- American Girls 2 (Sin City, 2002)